# 北貝肖爾 (紐約州)
北貝肖爾（英語：North Bay Shore）是位於美國紐約州薩福克縣的普查規定居民點。

## 人口
根據2020年美國人口普查的數據，北貝肖爾的面積為8.28平方千米，皆為陸地。當地共有人口29244人，而人口密度為每平方千米3,531.88人。